# Palangka Raya
Palangka Raya là tỉnh lỵ tỉnh Trung Kalimantan trên đảo Borneo, Indonesia. Thành phố nằm giữa hai dòng Kahayan và Sabangau. Sân bay gần nhất nối đến đây là Tjilik Riwut.
Thành phố có dân số 220.962 người theo thống kê 2010 (so với 158.770 người theo kết quả năm 2000), mật độ dân cư 92,1 người/km². Kết quả ước tính chính thức 2014 cho ra con số 236.601 người.
Thành phố được lập ra năm 1957 (theo điều luật khẩn cấp 10/1957 về việc Thiết lập Vùng Tự trị Trung Kalimantan Cấp I) trên một khu đất chủ yếu là rừng dọc sông Kahayan. Palangka Raya là một thành phố rộng nhất Indonesia. Hầu hết diện tích vẫn là rừng, bao gồm rừng phòng hộ, khu bảo tồn thiên nhiên và rừng Tangkiling.
Palangka Raya là ứng cư viên hàng đầu làm thủ đô mới của Indonesia.

## Lịch sử

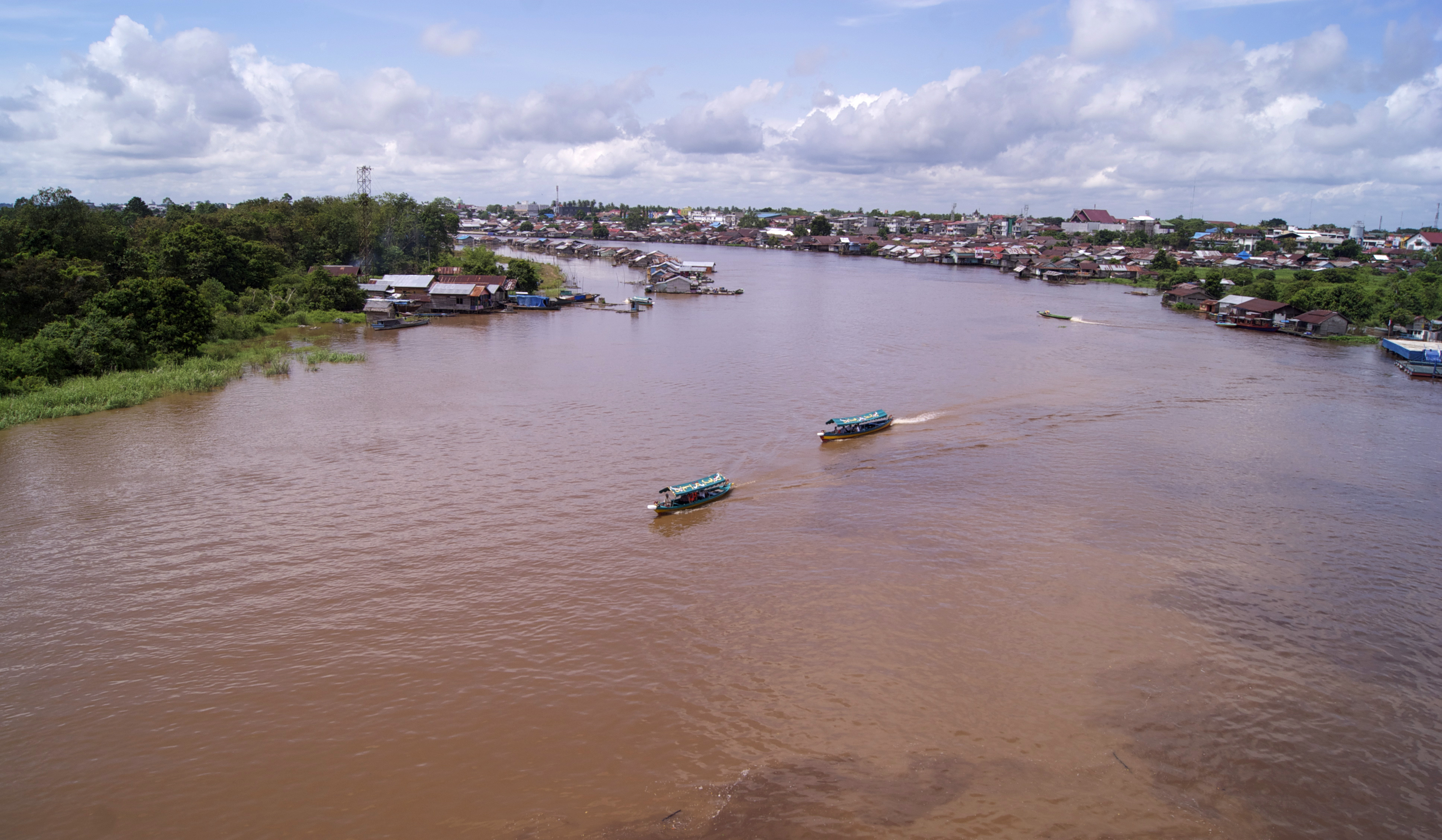
Sông Kahayan và Palangka Raya.

Tỉnh Kalimantan Tengah (Trung Kalimantan) được thành lập ngày 23 tháng 5 năm 1957. Tổng thống đầu tiên của Indonesia, Sukarno, là người khởi xướng xây dựng Palangka Raya, thủ phủ tỉnh mới này. Ban đầu, nó còn được dự tính làm thủ đô mới thay cho Jakarta; ý định này được khơi lại trong mấy năm gần đây.

## Địa danh
Palangka Raya là sự kết hợp của một từ tiếng Dayak Ngaju với một từ tiếng Phạn. Palangka (tiếng Ngaju) nghĩa là "thánh địa" còn raya (tiếng Phạn) nghĩa là "rộng lớn", do vậy Palangka Raya có nghĩa là thánh địa rộng lớn/mênh mông.